# Никашкин, Владимир Иовович
Владимир Иовович Никашкин (10 августа 1924, село Вячка, Тамбовская губерния — 8 июня 1971, село Вячка, Тамбовская область) — командир отделения 200-го отдельного сапёрного батальона 192-й стрелковой дивизии старший сержант — на момент представления к награждению орденом Славы 1-й степени.

## Биография
Родился 10 августа 1924 года в селе Вячка (ныне — Кирсановского района Тамбовской области). Окончил 5 классов. Работал в колхозе.
В августе 1942 года был призван в Красную армию. В боях Великой Отечественной войны с сентября 1943 года. Воевал в составе 200-го отдельного саперного батальона 192-й стрелковой дивизии на Западном, 3-м Белорусском фронтах. Сражался под Смоленском, освобождал Белоруссию и Прибалтику, участвовал в ликвидации Восточно-Прусской группировки врага. В 1944 году вступил в ВКП/КПСС. В боях был дважды ранен и контужен, но всегда возвращался в свою часть.
18 марта 1943 года при форсировании реки Уфиня сапер 200-го отдельного саперного батальона 192-й стрелковой дивизии младший сержант Никашкин разминировал минное поле, сняв свыше 30 противотанковых и противопехотных мин. 14 октября у деревни Волокалаково навел штурмовой мостик через реку Россасенка и пропустил по нему стрелковую роту, которая захватила плацдарм на другом берегу. В ночь на 13 января 1944 года у деревни Козьянское проделал с бойцами проходы в проволочном заграждении противника и провел по ним подразделения полка. Приказом от 8 февраля 1944 года младший сержант Никашкин Владимир Иовович награждён орденом Славы 3-й степени.
26 июля 1944 года командир отделения того же батальона старший сержант Никашкин, ведя разведку дороги, разминировал мост, обезвредил 8 мин и фугас из тола. 31 июля предотвратил поджог моста через реку Марыха у населенного пункта Посейнеле, что позволило перейти на другой берег стрелковым подразделениям. Приказом от 4 сентября 1944 года старший сержант Никашкин Владимир Иовович награждён орденом Славы 2-й степени.
15-31 декабря 1944 года в районе населенного пункта Вильтаутен Никашкин участвовал в 4 ночных поисках для разведки инженерных заграждений противника. 9-10 января 1945 года в этом же районе с 2 саперами проделал 2 коридора в своих минных полях и в проволочном заграждении противника для прохода наступавших стрелковых подразделений. Указом Президиума Верховного Совета СССР от 19 апреля 1945 года за образцовое выполнение заданий командования в боях с немецко-вражескими захватчиками гвардии старший сержант Никашкин Владимир Иовович награждён орденом Славы 1-й степени. Стал полным кавалером ордена Славы.
День Победы встретил в поверженном Кёнигсберге. В 1945 году был демобилизован.
Вернулся на родину. Трудился в родном селе бригадиром полеводческой бригады. Скончался 8 июня 1971 года.
Награждён орденами Красной Звезды, Славы 3 степеней, медалями.